# La signora in giallo
La signora in giallo (Murder, She Wrote) è una serie televisiva statunitense di genere investigativo, ideata da Peter Steven Fischer, Richard Levinson, William Link. La serie, che vede Angela Lansbury nel ruolo della scrittrice e detective dilettante Jessica B. Fletcher, andò in onda settimanalmente sulla CBS dal 1984 al 1996, e continuò con diversi film per la televisione fino al 2003.
La serie fu candidata più volte nella categoria Miglior serie drammatica, totalizzando due premi ai Golden Globe su sei candidature, ma nessuna vittoria agli Emmy Award, nonostante due candidature. Angela Lansbury fu candidata ad un totale di dieci Golden Globe e dodici Emmy Award per la sua interpretazione ne La signora in giallo, detenendo per molti anni il record per il maggior numero di candidature nelle categorie Miglior attrice Golden Globe e Migliore serie drammatica Emmy Award.
Le scene ambientate a Cabot Cove (cittadina fittizia del Maine) sono state girate nella cittadina di Mendocino, in California, dove è ancora presente l'imponente casa vittoriana di Jessica. Dopo la conclusione della serie, nel 1996, vennero girati quattro film TV, messi in onda fra il 1997 e il 2003. La serie rivive successivamente nella serie di romanzi scritti da Donald Bain e nel gioco per PC distribuito nel 2009 dalla Legacy Interactive.

## Trama
La serie si svolge raccontando la vita quotidiana di un'insegnante d'inglese in pensione, Jessica B. Fletcher, che, dopo essere rimasta vedova intorno ai cinquant'anni del marito Frank, diventa quasi per caso una scrittrice di successo. Nonostante la fama e la fortuna ottenute, Jessica continua a vivere una vita semplice e salutare, risiedendo nel piccolo paese di Cabot Cove, sulla costa del Maine, e coltivando le sue vecchie amicizie, che la portano spesso in giro per il mondo.
La trama della serie è caratterizzata dal continuo verificarsi di omicidi che risvegliano l'insaziabile curiosità della protagonista, portandola a risolvere i casi della più varia natura.
Il rapporto di Jessica con le forze dell'ordine varia, però, in relazione al luogo in cui avviene l'omicidio. Entrambi gli sceriffi di Cabot Cove, Amos Tupper e Mort Metzger, sono rassegnati ad avere la consulenza di Jessica durante le indagini. In altri casi detective e commissari di polizia rifiutano l'aiuto di Jessica e la sua presenza sulla scena del crimine, ma solo fino al momento in cui le deduzioni della scrittrice non li convincono a desistere. Altri ancora reagiscono in modo positivo fin dall'inizio delle indagini, spesso in quanto appassionati dei romanzi della Fletcher. Durante le varie stagioni, Jessica stringe importanti amicizie con i commissari di polizia di molte città americane, tra cui New York, e con molti uffici di polizia di Scotland Yard.

## Personaggi

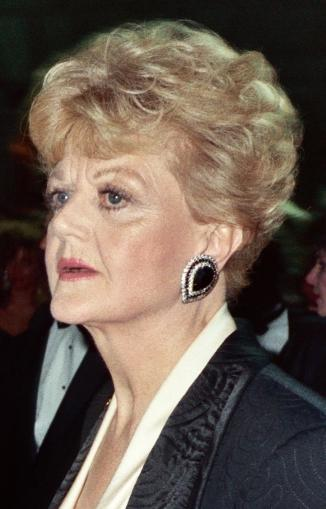
Angela Lansbury, interprete di Jessica Flecther

- Jessica Beatrice Fletcher nata MacGill (stagioni 1-12), interpretata da Angela Lansbury. Ex insegnante d'inglese e vedova di Frank, è diventata una famosa autrice di romanzi gialli, insegnante di criminologia e studiosa di applicazione della legge. L'amore per la giustizia e un intuito infallibile sono le sue armi, uniti a una grande tenacia nel dimostrare le sue tesi e a un sano buon senso. Quando il suo primo libro diventa in poco tempo un best seller, la scrittrice si ritrova catapultata dalla provinciale Cabot Cove al jet-set. Nonostante ciò, Jessica non perde la testa e rimane legata ai suoi amici di un tempo, pur facendosene di nuovi in tutto il mondo e in tutti gli ambienti. Grazie alla sua semplicità e spontaneità riesce infatti ad accattivarsi le simpatie di molte persone, anche di quei poliziotti che sulle prime insistono per considerarla soltanto una discreta investigatrice dilettante.
- Amos Tupper (stagioni 1-4), interpretato da Tom Bosley.
È un uomo alla buona, che ama la pace e la tranquillità e non si trova a suo agio fra malfattori e assassini. Non esita a riconoscere che il merito della risoluzione di casi complicati è spesso di Jessica, anzi, è felice quando la signora Fletcher accorre in suo aiuto. Dopo essere andato in pensione saluterà gli amici di Cabot Cove e si trasferirà per andare a vivere con la sorella.
- Seth Hazlitt (stagioni 2-12), interpretato da William Windom.
Medico di Cabot Cove ed è senza dubbio il migliore amico di Jessica Fletcher. Il suo lavoro di medico a Cabot Cove lo porta a conoscere a fondo la natura umana e molte volte questo gli torna utile quando si trova ad aiutare Jessica nelle sue indagini. Nasconde la sua sensibilità dietro a un atteggiamento burbero e brontolone che riesce a ingannare quasi tutti, ma non gli amici più cari. È un medico molto abile e scrupoloso, un po' all'antica, che all'occasione sa sostituire una medicina con una buona chiacchierata.
- Grady Fletcher (stagioni 1-6/11), interpretato da Michael Horton.
È figlio di un fratello di Frank Fletcher, il compianto marito di Jessica, Grady è senz'altro il suo nipote preferito. Non solo perché è grazie a lui se la signora Fletcher è diventata una scrittrice famosa in tutto il mondo, ma anche a causa della sua innegabile sfortuna che lo porta sempre a scegliere fidanzata o lavoro sbagliati e ad essere accusato di omicidio ogni volta che la sua amata zia è nelle vicinanze. Dopo molti fidanzamenti falliti, troverà finalmente la felicità con Dana che poi sposerà.
- Mort Metzger (stagioni 5-12), interpretato da Ron Masak.
Sceriffo di Cabot Cove e successore di Amos Tupper. Stanco dei troppi pericoli e della violenza che regnano nelle strade di New York, Mort Metzger chiede ed ottiene il trasferimento. Convinto di potersi finalmente rilassare, lo sceriffo Metzger giunge nella piccola Cabot Cove per sostituire Amos Tupper. Sua moglie Adele apprezza molto la vita di comunità e si lascia coinvolgere nelle mille iniziative cittadine, mentre il marito vede svanire i suoi sogni di tranquillità e scopre che i ladri e gli assassini si danno da fare anche in provincia. All'inizio mal sopporta le ingerenze di Jessica Fletcher nelle indagini, ma con il tempo imparerà ad apprezzare il suo intuito. L'attore Ron Masak ha interpretato altri due ruoli: uno nell'episodio 17 della prima stagione intitolato Delitto con dedica (il ruolo è quello del tenente Mayer) e un altro nell'episodio 19 della terza stagione intitolato L'amico fantasma (nel ruolo di Marty Giles, un imprenditore implicato in una truffa fiscale).

### Personaggi ricorrenti
- Harry McGraw (stagioni 1-7), interpretato da Jerry Orbach.
È un investigatore privato alla vecchia maniera che stringe amicizia con Jessica. La popolarità dell'interprete garantì nel 1987 la creazione della serie Provaci ancora, Harry (The Law & Harry McGraw).
- Michael Haggerty (stagioni 2-9) interpretato da Len Cariou.
È un agente inglese dell'MI6 d'origine irlandese che appare nei casi più pericolosi affrontati da Jessica.
- Sam Booth (stagioni 2-7) interpretato da Richard Paul.
Sindaco di Cabot Cove la cui principale promessa elettorale è quella di non fare alcunché (Buono a niente è il suo slogan).
- Eve Simpson (stagioni 4-9), interpretata da Julie Adams.
Agente immobiliare di Cabot Cove con un grande interesse per gli uomini, single o sposati, e l'hobby del gossip.
- Dennis Stanton (stagioni 5-9), interpretato da Keith Michell.
Ex ladro di gioielli diventato investigatore assicurativo. Risolve i suoi casi utilizzando metodi inusuali, di cui poi invia un resoconto su audiocassetta all'amica Jessica.
- Artie Gelber (stagioni 8-11), interpretato da Herb Edelman.
Tenente della polizia di New York che spesso interpella Jessica per risolvere i casi di omicidio.
- Charlie Garrett (stagioni 10-12), interpretato da Wayne Rogers.
Investigatore privato malfamato che spesso necessita dell'aiuto di Jessica per uscire dai guai.
- Ethan Cregg (Claude Akins): pescatore compaesano di Jessica.
- Phyllis Grant (Gloria DeHaven): agente di viaggio e amica pettegola di Jessica.
- Ideal Malloy (Kathryn Grayson): amica pettegola di Jessica.
- Loretta Spiegel (Ruth Roman): parrucchiera di Cabot Cove.

Parenti di Jessica
In ordine di apparizione nella serie:
- Grady Fletcher (Michael Horton): nipote di Jessica
- Victoria "Vicky" Griffin (Genie Francis): nipote di Jessica
- Abigail "Abby" Freestone (Lynn Redgrave): cugina di Jessica
- Carol Donovan (Anne Kerry): nipote di Jessica
- Pamela MacGill (Belinda Montgomery): nipote, perché figlia del fratello di Jessica
- Marshall MacGill: fratello di Jessica e padre di Pamela
- Nita Cochran (Alice Krige): nipote di Jessica
- Emma MacGill (Angela Lansbury): cugina inglese di Jessica
- Tracy MacGill (Linda Grovener): nipote di Jessica
- Cal Fletcher (Peter Bonerz): cugino del marito di Jessica
- Carol Bannister (Courtney Cox): nipote di Jessica
- Carrie Palmer (Kate McNeil): nipote di Jessica
- Jill Morton (Kristy McNichols): nipote di Jessica
- Johnny Eaton (Teddy Bryant): nipote di Jessica
- Anne Owens (Shirley Jones): cugina di Jessica e sorella di Helen
- Helen Owens (Doris Roberts): cugina di Jessica e sorella di Anne
- Eamonn McGill: parente defunto di Jessica

Altri personaggi
- Winnie Tupper: sorella dello sceriffo Amos Tupper
- Richard Hazlitt: fratello del dottor Seth Hazlitt
- Buford Hazlitt: cugino del dottor Seth Hazlitt
- Wayne Metzger: fratello dello sceriffo Mort Metzger

### Guest star
Numerose e notevoli star parteciparono come personaggi secondari durante la messa in onda, contribuendone a renderlo uno show particolarmente vario.

## Cast
Nonostante gran parte del successo de La signora in giallo sia dovuto allo stile e alla finezza interpretativa della sua protagonista, Angela Lansbury non fu la prima scelta del produttore. La parte era stata offerta inizialmente a Jean Stapleton e Doris Day, che però rifiutarono.
Dal 1989 il personaggio di Amos Tupper venne sostituito da Ron Masak, in quanto l'attore Tom Bosley fu impegnato nella riprese de Le inchieste di Padre Dowling.
Oltre a Jessica Fletcher, Angela Lansbury ha interpretato anche il personaggio della cugina di Jessica, Emma McGill.
Sebbene Angela Lansbury sia indubbiamente la star principale dello spettacolo, il telefilm è stato montato in modo tale che diversi episodi si concentrassero su alcuni suoi amici e le loro scoperte per la risoluzione del caso, permettendo all'attrice protagonista di apparire anche solo in poche scene e prendere una pausa dalle riprese. Ciò accade soprattutto tra la quinta e la settima stagione. Tra questi personaggi ricorrenti sono il detective privato Harry McGraw (Jerry Orbach), l'investigatore di una compagnia di assicurazioni, Dennis Stanton (Keith Michell) e altri personaggi, conoscenti o ex allievi della Fletcher. In altri episodi Jessica, raccontando la trama di un suo libro, lascia spazio ad alcune guest star di interpretare il ruolo del detective.

## Produzione

### Ideazione
La signora in giallo nacque dall'idea dei produttori Richard Levinson e William Link, che, dopo aver deciso di non rinnovare la serie Ellery Queen nonostante il successo di pubblico, decisero di riproporre l'idea dello scrittore di bestseller della letteratura gialla che nel tempo libero si dedica alla risoluzione di omicidi reali. Grazie alla collaborazione con Peter S. Fischer i due produttori decisero di modificare il protagonista, trasformandolo in una signora vedova di mezz'età residente in un piccolo borgo peschereccio del Maine.
La serie fu inizialmente pensata come la versione statunitense di Miss Marple, ma i possessori dei diritti del personaggio di Agatha Christie non lo permisero. Fischer, Levinson e Link decisero quindi di affidare il ruolo di Jessica Fletcher all'attrice Angela Lansbury, che nel 1980 aveva interpretato il ruolo di Miss Marple nel film Assassinio allo specchio. La puntata-pilota debuttò sulla CBS il 30 settembre 1984, prima di dodici anni di successi.
Anche il titolo originale della serie (Murder, She Wrote) trae origine dal personaggio di Miss Marple: l'adattamento cinematografico del 1961 del romanzo 4.50 da Paddington portava infatti il titolo originale in inglese Murder, She Said (Assassinio sul treno, in italiano)

### Evoluzione
Nel 1991 David Moessinger e J. Michael Straczynski entrarono a far parte del progetto come produttori esecutivi. A loro si deve la ventata di novità che colpì la serie, in cerca di un aumento degli ascolti. Tra le varie novità, lo spostamento delle indagini di Jessica a New York e la sua nuova professione di insegnante di criminologia. La serie risalì dalla 35ª posizione alla top-ten degli ascolti.
A partire dalla stagione 1991-1992, Angela Lansbury divenne produttrice esecutiva della serie, dopo che la casa di produzione controllata da lei stessa e dal marito acquistò i diritti di maggioranza de La signora in giallo dalla Universal Television. Negli anni novanta La signora in giallo divenne la più longeva serie televisiva gialla della storia.

### Conclusione
Dalla fine dell'undicesima stagione, andata in onda fra il 1994 e il 1995, Angela Lansbury iniziò a considerare la conclusione del progetto, vista anche la sua età avanzata. Fu comunque la CBS a farsi carico della decisione finale. Dopo undici anni di messa in onda la domenica sera, la serie fu spostata al giovedì sera, entrando in competizione con serie in ascesa come Friends, sul canale NBC. La conclusione de La signora in giallo fu la diretta conseguenza della perdita di apprezzamento nella fascia demografica 18-49 anni.
Nonostante le proteste di molti appassionati, la CBS rifiutò un'ulteriore messa in onda, visto il successo non solo di Friends, ma anche di The Single Guy e Boston Common su altre reti.
L'ultima stagione andò in onda fra il 1995 e il 1996 e vide la serie uscire dalla classifica dei cinquanta programmi più apprezzati.
Per alleggerire la cancellazione, la CBS accettò di girare dei film TV con protagonista Jessica Fletcher, che si concretizzarono negli anni a seguire.

### Ambientazione
Gran parte delle vicende degli episodi è ambientata a Cabot Cove, un piccolo paese immaginario dove il personaggio abita inizialmente, localizzato sulla costa dello Stato del Maine, nel New England, benché in effetti siano poche le scene realmente girate nel Maine. Il dettaglio ricorda uno dei più celebri personaggi di Agatha Christie, Miss Marple, anch'ella residente in un piccolo paesino (St. Mary Mead).
L'economia del paese si basa soprattutto sulla pesca, favorita da un porticciolo sito in un'insenatura naturale lungo la costa rocciosa e frastagliata. Originariamente vi viveva una tribù di Nativi americani. Ospita una fornita biblioteca ricca di interessanti documenti, manoscritti e cimeli vari, adorato luogo di ricerca di Jessica.
La maggior parte delle scene della serie, però, è stata girata in California, nella cittadina di nome Mendocino (Contea di Mendocino). Qui si trova la villa in stile vittoriano che nella serie rappresenta l'abitazione privata di Jessica Fletcher. Cabot Cove è una cittadina politicamente molto stabile, con una comunità molto coesa. Tra gli abitanti più noti, il sindaco Sam Booth, lo sceriffo (prima Amos Tupper poi Mort Metzger), il medico legale Seth Hazlitt e, appunto, Jessica Fletcher, la cittadina più popolare.
Basandosi sul fatto che gran parte degli omicidi della serie si svolge nel piccolo centro (secondo il contratto la produzione era obbligata a produrre almeno 5 episodi all'anno ambientati a Cabot Cove), il New York Times ha stimato che circa il 2% della popolazione di Cabot Cove sia stato assassinato nel corso della serie, mentre il Daily Mail ha calcolato che il tasso di omicidi del paesino sarebbe superiore a quello dell'intero Honduras.
La particolarità del paese è appunto l'alto tasso d'omicidi, sottolineato anche dallo sceriffo Mort Metzger che, nell'episodio Jessica e la mela - parte 1 constata il quinto omicidio in un anno. In effetti, tenendo conto dell'esigua popolazione di Cabot Cove, ci si può facilmente rendere conto che un tale tasso d'omicidi è proprio di città molto più grandi.
Nel corso della serie, Jessica si trasferisce in un appartamento di New York, sebbene torni spesso nella sua casa di Cabot Cove.

## Distribuzione

### Edizioni home video
| Stagione | Episodi | Anno prod. | Uscita DVD Stati Uniti | Uscita DVD Italia                                                       | Uscita DVD Australia |
| -------- | ------- | ---------- | ---------------------- | ----------------------------------------------------------------------- | -------------------- |
| 1        | 22      | 1984-1985  | 29 marzo 2005          | 10 gennaio 2007                                                         | 2 maggio 2007        |
| 2        | 22      | 1985-1986  | 6 dicembre 2005        | 28 febbraio 2007                                                        | 1º agosto 2007       |
| 3        | 22      | 1986-1987  | 14 marzo 2006          | 18 aprile 2007                                                          | 5 settembre 2007     |
| 4        | 22      | 1987-1988  | 17 ottobre 2006        | 27 giugno 2007                                                          | 5 settembre 2007     |
| 5        | 22      | 1988-1989  | 30 gennaio 2007        | 17 ottobre 2007                                                         | 21 novembre 2007     |
| 6        | 22      | 1989-1990  | 17 aprile 2007         | 21 novembre 2007                                                        | 21 novembre 2007     |
| 7        | 22      | 1990-1991  | 9 ottobre 2007         | 13 febbraio 2008                                                        | 30 aprile 2008       |
| 8        | 22      | 1991-1992  | 1º aprile 2008         | 21 maggio 2008                                                          | 2 luglio 2008        |
| 9        | 22      | 1992-1993  | 17 febbraio 2009       | 20 maggio 2009                                                          | 3 giugno 2009        |
| 10       | 21      | 1993-1994  | 7 luglio 2009          | 23 settembre 2009                                                       | 30 settembre 2009    |
| 11       | 21      | 1994-1995  | 2 febbraio 2010        | 22 settembre 2010                                                       | 4 maggio 2010        |
| 12       | 24      | 1995-1996  | 23 novembre 2010       | 15 dicembre 2010                                                        | 1º febbraio 2011     |
| FILM TV  | 4       | 1997-2003  | 14 febbraio 2012       | 13 dicembre 2017 (Unico cofanetto inserito insieme tutte e 12 stagioni) | 2 maggio 2012        |

- L'episodio pilota Chi ha ucciso Sherlock Holmes non è contenuto nell'edizione DVD italiana della prima stagione della serie; nello stesso cofanetto è incluso però l'episodio inedito Doppio funerale, episodio per un lungo periodo mai doppiato in italiano e per questo motivo incluso nell'edizione DVD italiana in lingua originale con sottotitoli in italiano (tale episodio è stato in seguito doppiato e trasmesso il 24 giugno 2016 da Rete 4). Il 29 novembre 2016 è stato ritrasmesso l'episodio pilota su Rete 4 ma con un titolo diverso: ''La morte di Sherlock Holmes''.
- L'episodio Realtà e fantasia (Seconda parte) della terza stagione è contenuto nell'edizione DVD italiana in lingua originale con sottotitoli in italiano. Tale episodio è stato in seguito doppiato e trasmesso il 29 ottobre 2011 da Rete 4.

## Struttura degli episodi
All'inizio di ogni episodio vi è l'arrivo di Jessica nella città o sul luogo del delitto (in molti casi New York o Boston) oppure l'introduzione della situazione a Cabot Cove, entrambi accompagnati dalla presentazione dei vari personaggi. Spesso questi personaggi sono amici o parenti di Jessica, colleghi di lavoro o editori oppure, come accade in molti casi, ammiratori dei suoi romanzi. I personaggi vengono definiti nel loro carattere, nei loro modi e nei loro rapporti personali, con l'intento di presentare i possibili sospettati.
Nella fase centrale dell'episodio avviene invece l'omicidio, a cui seguono le indagini lacunose delle forze di polizia, che si indirizzano sul sospettato più scontato. L'accusato, sempre una persona rispettabile e sincera, in molti casi amico di Jessica, viene difeso dalla protagonista che, grazie ad indagini personali, riuscirà a raccogliere prove sufficienti a scagionarlo e ad individuare il reale assassino. In molti casi è una conversazione tra Jessica ed uno dei personaggi ad offrire all'autrice l'ispirazione alla soluzione del caso.
Alla fine dell'episodio, Jessica solitamente intrattiene una conversazione con il colpevole, accusandolo e spiegando la dinamica dei fatti. Inizialmente l'assassino rifiuta la versione di Jessica e si dichiara innocente, ma alla fine cede ed ammette la propria responsabilità. In alcuni episodi il colpevole, dopo aver ammesso l'omicidio, tenta di assassinare anche Jessica, ma l'intervento delle forze dell'ordine, pronte in attesa, lo previene.
L'episodio spesso si conclude con una scena finale in cui il primo sospettato saluta Jessica e la ringrazia dell'aiuto. Nella maggior parte dei casi la puntata finisce con un fermo immagine sul viso sorridente della protagonista.

## Episodi
La serie venne trasmessa da CBS dal 1984 al 1996 in prima serata, dopodiché vennero realizzati alcuni film per la televisione.
| Stagione            | Episodi    | Prima TV USA | Prima TV Italia |
| ------------------- | ---------- | ------------ | --------------- |
| Prima stagione      | Pilot + 21 | 1984-1985    | 1988            |
| Seconda stagione    | 22         | 1985-1986    | 1989            |
| Terza stagione      | 22         | 1986-1987    | 1989            |
| Quarta stagione     | 22         | 1987-1988    | 1989-1991       |
| Quinta stagione     | 22         | 1988-1989    | 1991            |
| Sesta stagione      | 22         | 1989-1990    | 1992            |
| Settima stagione    | 22         | 1990-1991    | 1993            |
| Ottava stagione     | 22         | 1991-1992    | 1994            |
| Nona stagione       | 22         | 1992-1993    | 1994            |
| Decima stagione     | 21         | 1993-1994    | 1995            |
| Undicesima stagione | 21         | 1994-1995    | 1995            |
| Dodicesima stagione | 24         | 1995-1996    | 1997            |
| Film televisivi     | 4          | 1997-2003    | 1999-2005       |

## Edizione italiana
L'edizione italiana della serie andò in onda in prima visione su Rai 1 a partire dal 1º giugno 1988 ogni mercoledì in prima serata (alle 20:30). Dall'anno successivo la serie venne programmata, sempre in prima visione sulla stessa rete, dal lunedì al venerdì nella fascia oraria 12:30-13:30.

### L'episodio pilotaChi ha ucciso Sherlock Holmes?
L'episodio pilota della serie, della durata di 90 minuti, andò in onda negli Stati Uniti il 30 settembre 1984 sul network CBS. In Italia andò in onda per la prima volta in televisione il 1º giugno 1988 in prima serata su Rai 1, come primo episodio della serie regolare. Successivamente, per adeguarlo al palinsesto, è stato spesso diviso in due parti.

### Crossover conProvaci ancora Harry
L'episodio La morte accetta scommesse (3x16) ha una durata anomala di 70 minuti, in quanto pilot della serie spin-off The Law & Harry McGraw, trasmessa in Italia con il titolo Provaci ancora, Harry. Non riuscendo a collocarlo in un palinsesto rigido, basato su episodi da 45 minuti, la puntata non venne trasmessa dalla Rai nel 1989 (come il resto della terza stagione), ma solo nella prima serata dell'11 settembre 1994.

### Crossover conMagnum P.I.
Nel 1986 il personaggio di Jessica Fletcher è apparso anche nell'episodio di Magnum, P.I. Realtà e fantasia; l'episodio che inizia in quella puntata di Magnum P.I. si conclude nella puntata de La signora in giallo "Magnum on Ice" dove Magnum si trova nei guai e Jessica lo aiuta a risolvere il mistero. In Italia l'episodio andò in onda nel 2008 sul canale satellitare Fox Crime in lingua originale (inglese) con i sottotitoli in italiano, dopo la pubblicazione nel cofanetto DVD della terza stagione della serie. Tuttavia, curiosamente, l'episodio de La signora in giallo inizia con un riassunto della puntata di Magnum P.I. in cui il finale differisce da quello effettivo della puntata Magnum on Ice, per permettere alla trama di prendere un'altra piega e giustificare così l'intervento di Jessica Fletcher. Nel 2011 l'episodio viene doppiato e mostrato in anteprima al Telefilm Festival e per l'occasione viene ridoppiato anche l'episodio di Magnum P.I., nella cui versione originale italiana la Lansbury ha la voce di Laura Rizzoli. L'episodio cross-over va in onda il 29 ottobre 2011 su Rete 4.

### Doppio funerale
Esiste anche un episodio (Doppio Funerale, 1x21) rimasto inedito in Italia fino al 2016, in quanto si ritenne che avrebbe urtato la sensibilità degli spettatori italiani (l'autore di una violenza sessuale viene assassinato da un gruppo di persone che aveva deciso di farsi giustizia da sé; Jessica, scoperto il crimine, non li denuncia subito allo sceriffo, come avviene negli altri episodi, ma li convoca tutti assieme per costringerli a confessare e costituirsi, cosa che i responsabili fanno); questo episodio è contenuto nell'edizione DVD italiana della prima stagione in lingua originale con sottotitoli in italiano. Nella giornata di venerdì 24 giugno 2016 Rete 4 trasmette Doppio funerale per la prima volta doppiato in italiano. In tale puntata, a seguito della scomparsa della doppiatrice Alina Moradei, Jessica ha la voce di Vittoria Febbi. "Doppio Funerale" va in onda nella sua interezza solamente il 24 giugno 2016 e, in tutte le repliche successive (la prima in onda il 24 dicembre 2016) l'episodio viene replicato in forma ridotta (come tutti gli episodi della serie, trasmessi da Mediaset) al fine di consentire un più dilatato inserimento di intervalli pubblicitari.

### L'episodio con il titolo doppio
Il primo episodio della quinta stagione dal titolo originale J.B. as in Jailbird, venne trasmesso dalla Rai per la prima volta con il titolo Jessica dietro le sbarre, già adoperato per l'episodio 2x9. Per distinguerlo dall'episodio della seconda stagione, dalla replica del 1º novembre 2004 in poi il titolo venne modificato in Jessica in prigione.

## Opere derivate
Il grande successo della serie ha portato alla realizzazione di una serie di romanzi con protagonista Jessica Fletcher. L'autore è Donald Bain, che firma i suoi lavori come "Jessica Fletcher & Donald Bain", abbinando il suo nome a quello della celebre scrittrice del Maine.

### I libri diJessica Fletcher
Nella fiction televisiva, Jessica Fletcher è una celebre autrice di gialli, elemento ricorrente all'interno della narrazione del telefilm. Diversi sono i volumi della sua lunga carriera (ben trentadue, come citato nell'episodio 11x12 Testimone suo malgrado), molti dei quali danno titolo ad alcuni episodi della serie. Il più "famoso" è Il cadavere ballò a mezzanotte, titolo dell'episodio 4. Gli altri romanzi sono:
- Epitaffio per un bassotto (Dirge for a dead dachshund, citato negli episodi 2 e episodio 23)
- A faded rose beside her (citato nell'episodio 10)
- Murder on the amazon (citato nell'episodio 13)
- Lover's revenge (citato nell'episodio 14)
- The umbrella murders (citato negli episodi 28 e 209)
- Omicidio alla locanda (Murder at the inn, citato nell'episodio 29)
- The killer called Collect (citato nell'episodio 29)
- Murder at the Digs (citato nell'episodio 33)
- Omicidio in chiave minore (Murder in a minor key, citato nell'episodio 58)
- The stain on the stairs (citato nell'episodio 65)
- The mystery of the mutilated minion (citato nell'episodio 66)
- I delitti di Belgrado (The Belgrade murders, citato nell'episodio 68)
- Sanitarium of death (citato nell'episodio 69)
- La vendetta di Calvin Canterbury (Calvin Canterbury's revenge, citato nell'episodio 74)
- Murder at the asylum (citato nell'episodio 74)
- Delitto in scena (Murder comes to Maine, citato nell'episodio 88)
- Ashes, Ashes, fall down dead (citato nell'episodio 158)

- The messenger at midnight (citato nell'episodio 164)
- Tutti i colpevoli (All the murderers, citato nell'episodio 177)
- Murder at the ridge top (citato nell'episodio 179)
- The corpse at Vespers (citato nell'episodio 190)
- The triple crown murders (citato negli episodi 190 e 204)
- Cripta della morte (The crypt of death, citato nell'episodio 201)
- Il latitante (The uncaught, citato negli episodi 207 e 210)
- The dead must sing (citato nell'episodio 209)
- Stone cold dead (citato nell'episodio 214)
- The launch pad murder (citato nell'episodio 224)
- Passerella per un omicidio (Runway to murder, citato nell'episodio 236)
- Venomous Valentine (citato nell'episodio 251)
- Un caso e mezzo di omicidio (A case and a half of murder, citato nell'episodio 264)